# Мацанта (Верона)
Мацанта је насеље у Италији у округу Верона, региону Венето.
Према процени из 2011. у насељу је живело 70 становника. Насеље се налази на надморској висини од 11 м.